# 1887年の映画
1887年の映画（1887ねんのえいが）では、1887年（明治20年）に起こった映画に関連する出来事や、映画関係者の誕生についてまとめる。

## 出来事
- ハンニバル・グッドウィンが、写真フィルムの特許を申請。
- ルイ・ル・プランスによる、16枚のレンズを用いたカメラ (LPCC Type-16) が製造され[1]、これを用いて連続写真『Man Walking Around a Corner』が同年に撮影された[2]。
- 2月1日、ハーヴェイ・ヘンダーソン・ウィルコックス（英語版）が120エーカー（およそ48ヘクタール）の牧場をロサンゼルス郡の登記所に登録し、この一帯をハリウッドと称した[3]。この場所は、後に合衆国映画産業の拠点となる。

## 誕生
- 1月11日 - モンテ・ブルー（英語版）、アメリカ合衆国の俳優（+1963年）
- 1月13日 - ガブリエル・ガブリオ（英語版）、フランスの俳優（+1946年）
- 1月13日 - ソフィー・タッカー（英語版）、フランスの女優、歌手（+1966年）
- 1月21日 - アンドレ・アンドレイエフ（英語版）、ロシアのセット・デザイナー（+1967年）
- 2月16日 - キャスリーン・クリフォード（英語版）、アメリカ合衆国の女優（+1962年）
- 2月26日 - ウィリアム・フロウリー（英語版）、アメリカ合衆国の俳優（+1966年）
- 3月11日 - ラオール・ウォルシュ、アメリカ合衆国の映画監督、俳優、脚本家（+1980年）
- 3月18日 - フランク・モラン（英語版）、アメリカ合衆国のボクサー、俳優（+1967年）
- 3月21日 - フランク・アーソン（英語版）、アメリカ合衆国の映画監督、撮影監督（+1928年）
- 3月24日 - ロスコー・アーバックル、アメリカ合衆国の俳優、コメディアン（+1933年）
- 4月9日 - コンラッド・トム（英語版）、ポーランドの俳優、脚本家、映画監督（+1957年）
- 4月12日 - ハロルド・ロックウッド（英語版）、アメリカ合衆国の俳優（+1918年）
- 4月23日 - イェノー・トルジュ（英語版）、ハンガリーの俳優（+1946年）
- 5月1日 - クルト・フェスターマン（英語版）、ドイツの俳優（+1957年）
- 5月18日 - ジニー・マクファーソン（英語版）、アメリカ合衆国の女優、脚本家（+1946年）
- 5月21日 - メイベル・タリアフェロ（英語版）、アメリカ合衆国の女優（+1979年）
- 5月30日 - ポーレット・ノワゾー（英語版）、フランスの女優（+1971年）
- 6月1日 - クライヴ・ブルック（英語版）、アメリカ合衆国の俳優（+1974年）
- 6月16日 - アーゲ・ベンディクセン（英語版）、デンマークの女優（+1973年）
- 7月17日 - ジャック・コンウェイ、アメリカ合衆国の映画監督、プロデューサー（+1952年）
- 8月1日 - アンソニー・コールドウェイ（英語版）、アメリカ合衆国の脚本家（+1963年）
- 8月5日 - レジナルド・オウエン（英語版）、イギリスの俳優（+1972年）
- 8月10日 - サム・ワーナー（英語版）、アメリカ合衆国の映画界の大立者（+1927年）
- 8月14日 - マリヤ・レイコ（英語版）、ラトビアの女優（+1937年）
- 9月5日 - アイリーン・フェンウィック（英語版）、アメリカ合衆国の女優（+1936年）
- 9月9日 - レイモンド・ウォルバーン（英語版）、アメリカ合衆国の俳優（+1969年）
- 9月26日 - アントニオ・モレノ（英語版）、スペインの俳優（+1967年）
- 9月30日 - リル・ダゴファー、ドイツの女優（+1980年）
- 10月5日 - マニー・ツィーナー（英語版）、ドイツの女優（+1972年）
- 10月7日 - ジャック・マルホール（英語版）、アメリカ合衆国の俳優（+1979年）
- 11月9日 - ガートルード・アスター（英語版）、アメリカ合衆国の女優（+1977年）
- 11月11日 - モーリス・エルヴィ（英語版）、イギリスの映画監督、プロデューサー（+1967年）
- 11月11日 - ローランド・ヤング（英語版）、イギリスの俳優（+1953年）
- 11月23日 - ボリス・カーロフ、イギリスの俳優（+1969年）
- 11月30日 - ギュラ・ショーレギ（英語版）、ハンガリーの俳優（+1942年）
- 12月9日 - ティム・ムーア（英語版）、アメリカ合衆国の俳優（+1958年）
- 12月23日 - ジョン・クロムウェル、アメリカ合衆国の俳優、プロデューサー、映画監督（+1979年）
- 12月29日 - ピエール・ワトキン、アメリカ合衆国の俳優（+1960年）